# محمد بشیر (کشتی‌گیر)
محمد بشیر (اردو: محمد بشیر؛ ۱۰ مارس ۱۹۳۵ – ۲۴ ژوئن ۲۰۰۱) کشتی‌گیر اهل پاکستان بود.
وی در مسابقات کشوری و بین‌المللی در مجموع برندهٔ ۴ مدال طلا، ۱ مدال برنز شده‌است.